# Kent Benson
Pour les articles homonymes, voir Benson.
Michael Kent Benson (né le 27 décembre 1954 à New Castle, Indiana) est un joueur de basket-ball américain. Il mesurait 2,11 m et pesait près de 120 kg quand il était joueur professionnel.

## Biographie
Kent Benson vient d'Indiana. Il joue au lycée à New Castle. En 1973 il est élu meilleur lycéen, "Mr Indiana basketball". 

## NCAA
Logiquement, en 1974, il choisit d'aller à l'université d'Indiana avec pour entraîneur le fameux Bobby Knight. Avec l'aide de ses deux principaux coéquipiers Quinn Buckner et Scott May (ce dernier a gagné au poste d'entraîneur le titre NCAA), il gagne le championnat universitaire en 1976 dont il est élu meilleur joueur (Most Outstanding Player). Il réalise l'exploit d'être invaincu avec son équipe durant la saison régulière puis durant le Final Four : c'est la dernière fois qu'une équipe accomplit cette performance en division 1 universitaire. Kent passe encore une année sur les bancs, mais surtout les parquets de l'université.

## NBA
À l'issue de cette saison universitaire, les Bucks de Milwaukee le sélectionnent en première position de la draft. Benson a longtemps été le dernier joueur non afro-américain à être drafté à cette première place.
Toutefois Benson n'a jamais eu le niveau de jeu espéré (seul Kwame Brown a fait pire peut-être). Il clôt sa saison de rookie en inscrivant 8 points et 4 rebonds, et malgré la relative faiblesse de l'équipe du Wisconsin, Benton ne s'impose pas. Les Bucks coulent au classement, avec un bilan de 32 victoires et 50 défaites.

### Rivalité avec Kareem Abdul Jabbar
Kurt Benson va entrer dans l'histoire de la ligue dès son premier match. Alors qu'il est sur le terrain depuis à peine deux minutes, il prétend avoir été victime d'un coup de coude du pivot adverse, et le lui rend... mais le célèbre pivot des Los Angeles Lakers, Kareem Abdul-Jabbar, le prend mal et lui envoie un coup de poing en plein visage... La star se fracture la main et Benson ressort avec un gros œil au beurre noir... La suspension de Jabbar durant vingt matches prive les Lakers de Los Angeles du titre. Cet acte de Benson est celui qui aura la plus grande influence sur la saison, car durant ses onze saisons en NBA, il restera un joueur correct mais sans jamais avoir le niveau de jeu attendu, tel qu'observé pendant ses années universitaires. Jamais il ne put prétendre à participer au NBA All-Star Game.
Sa meilleure saison au niveau statistique est la saison 1980-81, au cours de laquelle il inscrit 15,7 points par match. Durant ses onze saisons, Benson a inscrit 9,1 pts et 5,7 rebonds par match. 

### Rivalité avec Larry Bird
En 1990, le célèbre Larry Bird explique qu'en 1974, alors qu'il est freshman (rookie ou première année) à l'université d'Indiana, il a été harcelé par un deuxième année du nom de Kurt Benson. Il explique qu'alors qu'il s'entraînait aux tirs, Benson s'amusait à lui prendre le ballon pour aller tirer sur l'autre panneau, sans rien lui dire d'autre que « Tu es rookie, tu ne tires pas ». Benson l'embêtait sans cesse. Cela a poussé Bird à quitter l'université d'Indiana un mois à peine après son arrivée et à s'inscrire à l'université d'Indiana State, bien moins cotée, tout en perdant une année sans rien faire. 
Bird retrouvera Benson en NBA quelques années plus tard, et s'amusera à le dominer sans cesse. Il score un buzzer beater sur lui en 1982 et marque vingt-quatre points en une mi-temps contre lui. Lors de ce match, Larry se venge et se moque ouvertement de Kurt en s'adressant au banc des Detroit Pistons : « Vous mettez ce gars sur moi ?! », ou encore, en s'amusant à passer le ballon à son coéquipier Kevin McHale qui marque 56 points alors que Kurt Benson défend sur lui, battant le record de points marqués dans un match par un joueur des Boston Celtics.

## Récompenses extra-sportives
A l'issue de la saison 1981-1982, il reçoit le prix J. Walter Kennedy Citizenship Award qui récompense le joueur s'étant le plus impliqué dans une œuvre de bienfaisance.

## Clubs successifs
- 1977-1980 : Bucks de Milwaukee.
- 1980-1986 : Pistons de Détroit.
- 1986-1987 : Jazz de l'Utah.
- 1987-1988 : Cavaliers de Cleveland.

## Palmarès
Universitaire
- Champion NCAA en 1976 avec les Hoosiers de l'Indiana.
- Most Outstanding Player du Final Four en 1976.

Distinctions personnelles
- J. Walter Kennedy Citizenship Award en 1982.